# Teoh Siew Yong
Teoh Siew Yong (* um 1945) ist eine ehemalige malaysische Badmintonspielerin. 

## Karriere
Teoh Siew Yong gewann 1963, 1964 und 1965 die Malaysia Open. Bei den Südostasienspielen war sie 1967 erfolgreich. Bronze erkämpfte sie sich bei den Commonwealth Games 1966 und 1970 sowie bei den Asienspielen des letztgenannten Jahres.

## Sportliche Erfolge
| Saison | Veranstaltung      | Disziplin   | Platz | Name                                 |
| ------ | ------------------ | ----------- | ----- | ------------------------------------ |
| 1963   | Malaysia Open      | Mixed       | 1     | Tan Aik Huang / Teoh Siew Yong       |
| 1964   | Malaysia Open      | Damendoppel | 1     | Teoh Siew Yong / Rosalind Singha Ang |
| 1965   | Malaysian Open     | Damendoppel | 1     | Teoh Siew Yong / Rosalind Singha Ang |
| 1965   | Südostasienspiele  | Damendoppel | 2     | Rosalind Singha Ang / Teoh Siew Yong |
| 1966   | Commonwealth Games | Damendoppel | 3     | Teoh Siew Yong / Rosalind Singha Ang |
| 1967   | Südostasienspiele  | Damendoppel | 1     | Rosalind Singha Ang / Teoh Siew Yong |
| 1967   | Südostasienspiele  | Mixed       | 3     | Ng Boon Bee / Teoh Siew Yong         |
| 1970   | Commonwealth Games | Damendoppel | 3     | Teoh Siew Yong / Rosalind Singha Ang |
| 1970   | Asienspiele        | Damendoppel | 3     | Rosalind Singha Ang / Teoh Siew Yong |
| 1971   | Südostasienspiele  | Damendoppel | 2     | Rosalind Singha Ang / Teoh Siew Yong |